# John Melvin Bryan Jr.
Pour les articles homonymes, voir Bryan.
Cet article possède des paronymes, voir John Bryan et John Melvin Bryan Sr..
John Melvin Bryan Jr. (7 octobre 1912-8 janvier 1992) est un homme politique canadien de la Colombie-Britannique. Il est député provincial de North Vancouver de 1956 à 1960. Élu d'abord sous l'étiquette créditiste, il quitte le caucus pour siéger comme député indépendant dès le 3 février 1958 et s'associer aux Libéraux le 25 février 1959. Il ne se représente pas lors de l'élection provinciale de 1960.
Son père, John Melvin Bryan Sr., est également député provincial de North Vancouver de 1924 à 1960 et de Mackenzie de 1937 à son décès en fonction en 1940 pour les Libéraux.